# Eivind Henriksen
Eivind Prestegård Henriksen (Oslo, 14 de septiembre de 1990) es un deportista noruego que compite en atletismo, especialista en la prueba de lanzamiento de martillo.
Participó en dos Juegos Olímpicos de Verano, en los años 2012 y 2020, obteniendo una medalla de plata en Tokio 2020, en su especialidad.
Ganó una medalla de bronce en el Campeonato Mundial de Atletismo de 2022 y una medalla de bronce en el Campeonato Europeo de Atletismo de 2022.

## Palmarés internacional
| Juegos Olímpicos   | Juegos Olímpicos        | Juegos Olímpicos  | Juegos Olímpicos |
| Año                | Lugar                   | Medalla           | Prueba           |
| ------------------ | ----------------------- | ----------------- | ---------------- |
| 2020               | Tokio (Japón)           | Medalla de plata  | Martillo         |
| Campeonato Mundial |                         |                   |                  |
| Año                | Lugar                   | Medalla           | Prueba           |
| 2022               | Eugene (Estados Unidos) | Medalla de bronce | Martillo         |
| Campeonato Europeo |                         |                   |                  |
| Año                | Lugar                   | Medalla           | Prueba           |
| 2022               | Múnich (Alemania)       | Medalla de bronce | Martillo         |